# Neottolemo II
Neottolemo II (in greco antico: Νεοπτόλεμος?, Neoptólemos; tra il 336 e il 331 a.C. – 298 a.C. o 296 a.C.) è stato re d'Epiro dal 326 al 307 a.C. e dal 302 al 298 a.C. Alessandro Magno fu al tempo stesso suo zio materno (era il fratello di sua madre Cleopatra) e suo cugino paterno (il padre Alessandro d'Epiro era fratello di Olimpiade, madre di Alessandro Magno e Cleopatra).

## Biografia
Neottolemo II prese il potere dalla morte del padre Alessandro I, avvenuta nel 326 a.C., fino al 317 sotto la tutela di Olimpiade. Dal 317 a.C. si impose come re d'Epiro e regnò da solo sino al 312 a.C., quando sopraggiunse insieme a lui Alceta II, con cui mantenne il potere fino al 307 a.C.
In quell'anno gli abitanti dell'Epiro si ribellarono al suo dominio e Pirro, figlio di Eacide, ne approfittò per salire al trono. Riuscì ad imporsi nuovamente nel 302 a.C., quando cacciò Pirro e governò l'Epiro in modo dispotico e tirannico. Per quattro anni si mantenne al potere fino al 298 a.C. quando Pirro sopraggiunse e lo fece assassinare.